# Сянув
Сянув (пол. Sianów, нім. Zanow) — місто в північно-західній Польщі, граничить з Кошаліном. 
На 31 березня 2014 року, в місті було 6 690 жителів . 

## Демографія
Демографічна структура станом на 31 березня 2011 року:
|          | Загалом | Допрацездатний вік | Працездатний вік | Постпрацездатний вік |
| -------- | ------- | ------------------ | ---------------- | -------------------- |
| Чоловіки | 3241    | 649                | 2335             | 257                  |
| Жінки    | 3449    | 636                | 2161             | 652                  |
| Разом    | 6690    | 1285               | 4496             | 909                  |